# Komédia Balassi Menyhárt árultatásáról

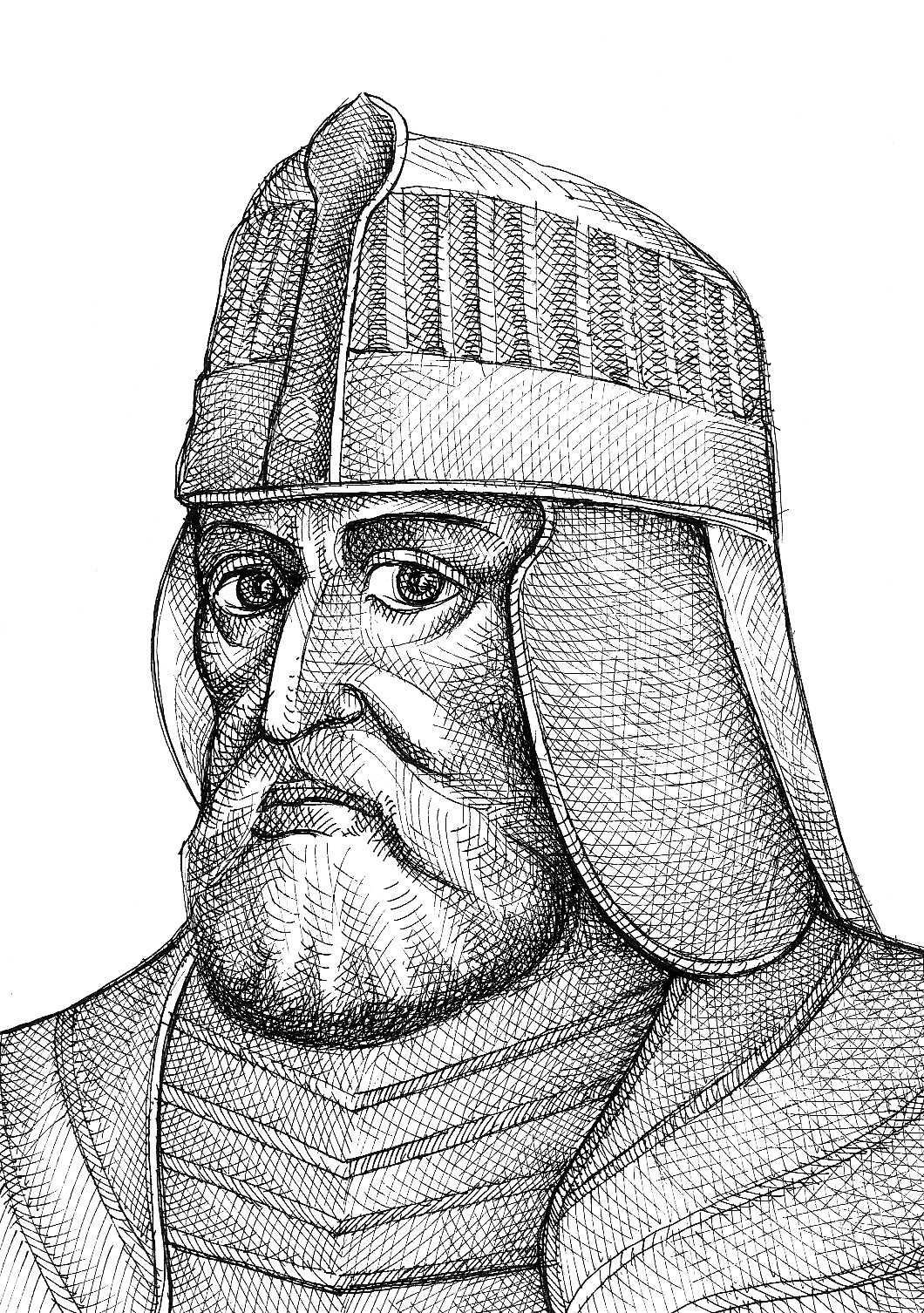
Balassi Menyhárt. Muhi Sándor grafikája.

A Komédia Balassi Menyhárt árultatásáról a reformáció korának drámai kísérlete, „az első igazi magyar szatirikus jellemrajz és vígjáték”, „16. századi irodalmunk egyik legbecsesebb emléke”.
Központi alakja, Balassi Menyhárt történeti személy, korának egyik hírhedt alakja. Tinódi Lantos Sebestyén hősiességét magasztaló krónikát írt róla. Harcokban megedződött, vakmerő katona volt, de fosztogató, orgyilkos, királyi pártfogóit anyagi haszonért elárulni kész főúr, igazi rablólovag.
A párbeszédes formában készült szatíra merész támadás volt a nagyhatalmú főrangú család ellen.

## Eredete, keletkezése
A komédia a benne érintett események szerint feltehetően 1567 elején keletkezhetett. 1569-ben Abrudbányán Comoedia Balassi Mennihart arultatasarol, melliel el szakada az Magyarorszagi masodik valaztot Janos kiraltul címmel nyomtatta ki Karádi Pál unitárius lelkész. A kiadás előszavában azt írja, hogy a munka csak úgy akadt kezébe. Célja felhívni a figyelmet arra, hogy „egész Magyarország a sok pártolásért és idegen fejedelmeknek választásáért pusztula, vesze és romla…”; és szeretné, „hogy mindenek ezt látván példát vegyenek ebből az árultatásnak eltávoztatására”.
A szerző személyét teljes bizonyossággal még nem állapították meg. Az irodalomtörténet egy ideig a komédiát kiadó Karádi Pált tartotta a Balassi-komédia írójának. Ezt Horváth János 1914-ben cáfolta. Az 1920-as években a szerző személyeként fölmerült Bornemisza Péter neve, aki személyesen ismerte Balassi Menyhártot. Pintér Jenő ezt éppen olyan valószínűtlennek tartotta, mint Karádi Pál szerzőségét. Szigeti József 1967-ben megjelent tanulmánya új megközelítéssel ismét Bornemisza mellett érvelt. Az ismeretlen szerző a Habsburg-ház és a katolikus vallás ellensége lehetett, ismerhette Balassi Menyhártot. Adatainak igazságát az egykorú történeti források megerősítik. Párbeszédes szatírájával a hírhedt főúrral szembeni megvetését akarhatta kifejezni.

## Cselekménye

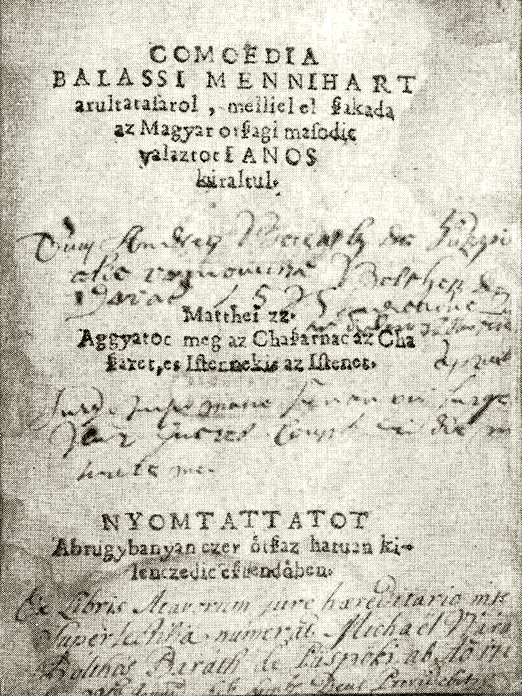
A Komédia Balassi Menyhárt árultatásáról előlapja (Abrudbánya, 1569).

Az öt részből álló komédiának alig van cselekménye, a darab lényegében a nagystílű főúri gonosztevő önvallomása. Balassi Menyhárt elárulja János Zsigmond erdélyi fejedelmet és Ferdinánd királyhoz csatlakozik. Szeretné János Zsigmondtól kapott várait, Szatmárt és Nagybányát megtartani, de ezeket nem akarják az ő megbízhatatlan kezén hagyni. Szeretné a bécsi udvar bizalmát elnyerni, ezért Szénási István prédikátort elküldte, hogy Miksa király főemberei között pártfogókat keressen. A küldött azzal tér vissza, hogy az urak között nincs már hitele. Legfeljebb az érseket (a meg nem nevezett Oláh Miklóst) nyerhetné meg, hogy támogassa a királynál, de ehhez a kálvinista hitről a katolikusra kéne áttérnie. Mi sem könnyebb ennél neki: „Az nagy Istenre mondom, hogy soha semmihez olyan kész nem vagyok, mint ehhez, mert nagy jó és hasznos kereskedésnek esmértem az hittel való kereskedést mindenkor, kihez az több kereskedések mind semminek tetszenek...”.
Balassi Menyhárt megjelenik az esztergomi érsek előtt, meggyónja bűneit, vagyis elmondja élete történetét. A rablások, gyújtogatások, gyilkosságok, esküszegések, árulások sorozata ez; maró gúnnyal tele mind a rabló urak hada, mind a római egyház és szertartásai ellen. Az érsek a sok gazság hallatán felkiált: „Méltán verte volt meg anyádat az Isten, hogy ilyen monstrumot szült volt ez világra, mint te vagy, mert az egész magyar nemzetnek nagyobbat nem véthetett, minthogy tégedet szült volt e világra…” – „Hallj többet is” – és Balassi folytatja bűnei felsorolását. Végül a gyóntató türelme elfogy, de amikor a főúr száz gira ezüstöt ajánl neki, feloldozza. Az utolsó részben Balassi Menyhárt fia, a műveletlen, apjánál is aljasabb Boldizsár megszökik Linzből, ahol kezesként őrizték.

## Értékek, értékelések
A komédiának alig van összefüggő cselekménye, szerkezete naiv, története befejezetlen: „egy kezdetleges drámaírónak tapogatózó kísérlete, de egy kiváló költői tehetség terméke.” Az ismeretlen szerző alakjait határozottan, jellemző vonásaikat eltúlozva jellemzi. A gátlástalan, velejéig romlott Balassi Menyhárt önmagára irányuló gúnyában, cinikus önvallomásában leplezi le jellemének egész sivárságát. A komédia csúcspontján, a gyónás jelenetében szemérmetlen büszkeséggel sorolja fel bűneit, de itt a szatíra az álszent érsek alakját sem kíméli. A Balassi-fiú, Boldizsár gonoszsága fiatalos kalandvággyal párosul, Tamás deák a szemébe mondja, hogy arcbőre vastagabb a bocskor bőrénél. A mellékszereplők: Szénási prédikátor, Kasza Mátyás ispán, Józsa deák is jól jellemzett alakok. Külön érdeme a darabnak párbeszédeinek elevensége, könnyedsége. Az ismeretlen szerző egyéni jellegzetességgel beszélteti alakjait. A szereplők a korabeli élet egyszerű nyelvén beszélnek, a környezetüket jellemző régies mondásokkal, példabeszédekkel fűszerezik.

### Pintér Jenő összegzése
A műről kialakult néhány irodalomtörténészi vélemény, Pintér Jenő összegzése alapján:
- A Balassi-komédia egyetlen példányát Horvát István fedezte fel gróf Teleki László könyvtárában. Ő vetette fel, hogy a szerző esetleg Karádi Pál lehetett.
- Toldy Ferenc a párbeszédek élethűsége miatt feltételezte, hogy a darab az írásban is jártas színésztől származhat, és a kézirat vándorszínész társaságtól kerülhetett Karádi Pál kezébe.
- Beöthy Zsolt egy dolgozatában „politikai színmű”-nek nevezte (Az első magyar politikai színmű és kora, Budapest, 1876), íróját Balassi Bálint után a magyar reformáció kora legnagyobb költőjének tartotta.
- Bayer József szerint a mű aligha mondható drámának, inkább párbeszédes szatíra; sem egységes cselekménye, sem befejezése nincs; a fiú szökése nem is kötődik az apa történetéhez. A darab nem politikai színmű, hanem Sztárai Mihály hitvitázó drámáival rokon alkotás. Jellemrajza és párbeszédeinek fordulatossága Sztárai Mihály munkái fölé helyezi. (A magyar drámairodalom története, Budapest, 1897).
- Horváth Cyrill párbeszédes szatírának nevezi, sikeres jellemzését és korfestését emeli ki. Hősei sokat társalognak és alig tesznek valamit, de a kor írói még nem ismerték a tettekben való jellemzést. A szereplők olyan természetes, vaskos nyelven beszélnek, amelyhez foghatót Sztárai Mihálynál sem találni. (A régi magyar irodalom története, Budapest, 1899).
- Alszeghy Zsolt szintén a jellemzés erejét és a párbeszédek folyamatosságát hangsúlyozta.
- Borbély István szerint Karádi Pál drámája időrendben az első magyar társadalmi színmű. Az addigi hitvitázás helyett társadalmi eseményt ábrázol, a korábbi drámai külsőségeket a jellemek összeütközésére épülő mesével töltötte ki. Az eleven párbeszédű, ügyes humorú szerző igazi élő alakokat teremtett. (A magyar irodalom története I. kötet. Kolozsvár, 1924).
- Szilády Áron és Dézsi Lajos jegyzeteiben az olvasható, hogy a mű méltán helyet foglalhat a 16. század drámai kísérletei között is. Szerkezete ugyan széteső, drámai cselekménye nincs, de a szerző jellemző ereje kiváló, korrajza páratlanul áll akkori irodalmunkban.

„Vannak művek a magyar irodalomban, melyeket mindig fájdalommal vesz kezébe a historikus, sajnálja, hogy egyetlenek, hogy mag nélkül maradtak: Balassi Menyhárt árultatása ezek közé tartozik.”

## Kiadások
- Karádi Pál kiadása: Comoedia Balassi Menyhárt árultatásáról, mellyel elszakada a magyarországi második választott János királytól Abrudbánya, 1569. Székesfejérvári Karádi Pál nyomdájának ez az egyetlen fennmaradt terméke. Egy példánya a gróf Teleki-könyvtárral került a Magyar Tudományos Akadémia könyvtárába.
- Toldy Ferenc kiadása: A magyar költészet kézikönyve. I. kötet. Pest, 1855
- Kertbeny Károly kiadása: Magyarország legrégibb drámairodalma. Budapest, 1878 (Kertbeny Károly előzőleg német fordításban is közzétette: Die Fürstcnverrathe des Melchior Balaschscha Lipcse, 1874)
- Szilády Áron kiadása: Régi magyar költők tára. VII. kötet. Budapest, 1912 (Jegyzetek a Régi Magyar Költők Tára hetedik kötetéhez. Budapest, 1926)
- Alszeghy Zsolt kiadása: Magyar drámai emlékek a középkortól Bessenyeiig. Budapest, 1914 (A Kisfaludy Társaság Nemzeti Könyvtára)
- A 'Magyar remekírók' könyvsorozat 'Magyar drámaírók 16–18. század' című kötetében (Budapest, Szépirodalmi Könyvkiadó, 1981), szöveggondozás és a jegyzetek Nagy Péter munkája